# Raúl Anguiano
Raúl Anguiano (Guadalajara, 26 febbraio 1915 – Città del Messico, 13 gennaio 2006) è stato un pittore messicano.
Fu esecutore di grandi affreschi raffiguranti scene di vita messicana.